# 中华人民共和国劳动和社会保障部
中华人民共和国劳动和社会保障部，是已撤销的中华人民共和国国务院组成部门，主管劳动和社会保障工作。

## 沿革
1998年3月在原中华人民共和国劳动部基础上组建。曾是參與制定中國醫改方案的主要機構之一。
2008年3月15日，第十一届全国人民代表大会第一次会议通过《第十一届全国人民代表大会第一次会议关于国务院机构改革方案的决定》，批准《国务院机构改革方案》。方案规定：“组建人力资源和社会保障部。将人事部、劳动和社会保障部的职责整合划入人力资源和社会保障部。组建国家公务员局，由人力资源和社会保障部管理。不再保留人事部、劳动和社会保障部。”

## 历任部长
1. 张左己
2. 郑斯林
3. 田成平